# Ashland Heights
Ashland Heights es un lugar designado por el censo ubicado en el condado de Pennington en el estado estadounidense de Dakota del Sur. En el Censo de 2010 tenía una población de 754 habitantes y una densidad poblacional de 99,63 personas por km².

## Geografía
Ashland Heights se encuentra ubicado en las coordenadas 44°8′00″N 103°7′28″O / 44.13333, -103.12444. Según la Oficina del Censo de los Estados Unidos, Ashland Heights tiene una superficie total de 7.57 km², de la cual 7.55 km² corresponden a tierra firme y (0.24%) 0.02 km² es agua.

## Demografía
Según el censo de 2010, había 754 personas residiendo en Ashland Heights. La densidad de población era de 99,63 hab./km². De los 754 habitantes, Ashland Heights estaba compuesto por el 86.21% blancos, el 1.59% eran afroamericanos, el 6.1% eran amerindios, el 0.27% eran asiáticos, el 0% eran isleños del Pacífico, el 0.8% eran de otras razas y el 5.04% pertenecían a dos o más razas. Del total de la población el 2.92% eran hispanos o latinos de cualquier raza.